# (8999) 1981 EJ28
(8999) 1981 EJ28 (1981 EJ28, 1982 PM, 1982 QK1, 1982 RL3) — астероїд головного поясу, відкритий 2 березня 1981 року.
Тіссеранів параметр щодо Юпітера — 3.625.